# Açailândia Futebol Clube
O Açailândia Futebol Clube é um clube brasileiro de futebol da cidade de Açailândia, no estado do Maranhão.

## História
Fundado em 6 de junho de 1995, o Açailandia disputou 2 edições do Campeonato Maranhense, em 1999 e 2000.
Não se inscreveu para a edição de 2001, e desde então permanece licenciado das competições promovidas pela FMF. É a única equipe a ter representado o município de Açailandia-MA no Campeonato Maranhense.
O principal artilheiro da história do Açailândia Futebol Clube é Francisco Aurélio Vilarins Oliveira Júnior com 72 gols.

## Desempenho em Competiçoes

### Campeonato Maranhense - 1ª divisão
| Ano  | Posição |
| 1999 | 11°     |
| 2000 | 10°     |